# X-Gerät

Funzionamento dellX-Gerät

L'X-Gerät fu uno dei sistemi tedeschi di guerra elettronica, usati durante la seconda guerra mondiale, per guidare attraverso una radionavigazione i propri bombardieri su bersagli in territorio inglese. Gli inglesi, a loro volta misero in atto una serie di contromisure elettroniche per disturbare il sistema, basato sull'incrocio di due trasmissioni radio sulla frequenza dei 60 MHz che, quando ottenuto sotto un determinato angolo, indicava la corretta posizione sopra il bersaglio. Il segnale modulante era di 2000 Hz, cosa che gli inglesi scoprirono solo dopo aver abbattuto un Heinkel He 111. Di conseguenza venne ideato un segnale di disturbo che spostasse il punto di sgancio, che comportava il 
rilascio automatico delle bombe, di una certa distanza rispetto al previsto.